# Polygala apodanthera
Polygala apodanthera är en jungfrulinsväxtart som beskrevs av Sidney Fay Blake. Polygala apodanthera ingår i släktet jungfrulinssläktet, och familjen jungfrulinsväxter. Inga underarter finns listade i Catalogue of Life.